# Chrysanthemodiscus floriatus
Chrysanthemodiscus, Chrysanthemodiscaceae, Chrysanthemodiscales
Famille
Genre
Espèce
Classification WoRMS
Ordre
Chrysanthemodiscus floriatus, unique représentant du genre Chrysanthemodiscus et de la famille des Chrysanthemodiscaceae, est une espèce de Diatomées de l'ordre des Stictodiscales, ou unique représentant de l'ordre des Chrysanthemodiscales.

## Étymologie
Le nom Chrysanthemodiscus est dérivé du grec χρυσός / chrysos, or, doré, ἄνθεμον / ánthemon, fleur, et de δισκος / diskos, disque.

## Description
Il s'agit d'une diatomée ayant des cellules cylindriques délicates (souvent quatre à six fois plus longues que larges) et des valves convexes, attachées bout à bout au moyen de coussinets de mucilage provenant du centre des valves.
Parfois, cependant, les cellules sont attachées par des coussinets près des bords de la valve et apparaissent des « hétérovalves », c'est-à-dire des valves de formes différentes : l'une bombée et l'autre plus plate et entaillée. Les plastides sont nombreux et discoïdes.

## Habitat et répartition
Cette diatomée marine est souvent abondante en épiphyte sur les algues macroscopiques le long des côtes tropicales mais rarement observée ; elle a, par exemple, été signalée à Oahu (Hawaï) par Round (1978), au large de la Floride par Gibson et Navarro (1981) et sur la côte d'Oman par S. Hiscock.

## Systématique
L'espèce et le genre ont été décrits en 1925 par le phycologue américan Albert Mann (d) ; la famille en 1978 par le phycologue britannique Frank Eric Round (d) et l'ordre en 1990 par le même auteur.